# Calvert City
Calvert City – miasto w Stanach Zjednoczonych, w stanie Kentucky, w hrabstwie Marshall.